# Cham (Oberpfalz)
Cham [kʰɑːm] er administrationsby for landkreisen af samme navn i Regierungsbezirk Oberpfalz i den østlige del af den tyske delstat Bayern.

## Geografi
Cham ligger ved floden Regen, cirka 60 km nordøst for Regensburg, i Cham-Further- sænkningen, et langstrakt dalindsnit som deler Mittelgebirgsområderne Oberpfälzer Wald i nordøst fra Bayerischen Wald i sydøst, cirka 20 km vest for den tjekkiske grænse, og cirka 90 km sydvest for Pilsen. Cham bliver også betegnet som „Porten til Bayerischen Wald og til Böhmerwald“. Da floden Regen omslutter den gamle bydel med et stort sving, kaldes Cham også „Stadt am Regenbogen“ (buen).

### Nabokommuner
Cham grænser i nord til kommunerne Waffenbrunn og Willmering, i nordøst til Weiding og i øst til Runding og Chamerau. I sydøst ligger kommunen Zandt, i syd Traitsching, i sydvest Schorndorf, i vest byen Roding og i nordvest kommunerne Pösing og Pemfling, der hører til Verwaltungsgemeinschaft Stamsried.

### Inddeling
Cham består udover hovedbyen af 52 landsbyer og bebyggelser
| Stadtteile von Cham | Stadtteile von Cham | Stadtteile von Cham | Stadtteile von Cham | Stadtteile von Cham |
| ------------------- | ------------------- | ------------------- | ------------------- | ------------------- |
| Altenmarkt          | Altenstadt          | Ammerlingshof       | Brückl              | Brunn               |
| Chameregg           | Chammünster         | Eichberg            | Ellersdorf          | Gredlmühle          |
| Gutmaning           | Haderstadl          | Haidhäuser          | Haidmühle           | Hanzing             |
| Hilm                | Hof                 | Höfen               | Janahof             | Kammerdorf          |
| Katzbach            | Katzberg            | Kühberg             | Kothmaißling        | Laichstätt          |
| Lamberg             | Loch                | Loibling            | Michelsdorf         | Neumühle            |
| Nunsting            | Oberhaid            | Ponholzmühle        | Quadfeldmühle       | Ried am Pfahl       |
| Ried am Sand        | Rissing             | Schachendorf        | Scharlau            | Schlammering        |
| Schlondorf          | Schönferchen        | Selling             | Siechen             | Stadl               |
| Tasching            | Thierlstein         | Untertraubenbach    | Vilzing             | Wackerling          |
| Windischbergerdorf  | Wulfing             |                     |                     |                     |

## Historie
I 748 grundlagde Benediktinermunke fra St. Emmeram Klosteret i Regensburg, i den nuværende bydel Chammünster en Cella (en underafdeling), der senere blev til Mariaklosteret, der var udgangspunkt for den senere kolonisering af Bayerischer Wald og den centrale del af Böhmerwald.